# Harry Donenfeld
Harry Donenfeld (Iași, 17 de outubro de 1893 — Nova Iorque, 17 de fevereiro de 1965) foi um editor romeno de história em quadrinhos e dono da National Allied Publications, editora conhecida por publicar quadrinhos do gênero policial, sendo o editor original de super-heróis como Superman e Batman.

## Biografia
Donenfeld nasceu em uma família judaica da cidade de Iași, no Reino da Romênia, em 1893. Aos cinco anos, emigrou com a família para os Estados Unidos, com seus pais e seu irmão, Irving. Alguns anos depois, seus irmãos mais velhos Charlie e Mike se juntaram ao restante da família. Donenfeld passou boa parte da infância e adolescência entrando e saindo da escola, fazendo parte de gangues do bairro. Seus irmãos mais velhos acabaram abrindo uma pequena gráfica nesta época.
Donenfeld se tornou um vendedor de roupas trabalhando na cidade, e se via como uma classe acima do trabalhador comum, alguém que queria uma vida melhor, mas de preferência sem trabalho duro. Depois de evitar o recrutamento obrigatório em 1917 por causa da Primeira Guerra Mundial, casou-se com Gussie Weinstein em 1918 e, graças a um empréstimo dos pais dela, conseguiu abrir uma loja de roupas em Newark, Nova Jersey.

## Carreira
Em novembro de 1933, Donenfeld redigiu Frank Armer para formar uma empresa chamada Super Magazines. Depois de ser acusado de obscenidade, e quase ter ido para a prisão, Donenfeld mudou o nome da empresa para Culture Publications. Em janeiro de 1943, novamente tentando limpar seu nome, ele mudou a palavra 'Spicy', presente na capa, para 'Speed'. A mesma durou até 1948.
Com apoio financeiro de Paul Sampliner, Irving Donenfeld como chefe de impressão, Harry como vendedor e Jack Liebowitz executando as finanças, ele lançou a Independent News Company em 1932. Agora, Donenfeld era um distribuidor e editor. Em 1935, o major Malcolm Wheeler-Nicholson aproximou-se da Independent News em uma tentativa de relançar a revista New Fun. Donenfeld aceitou distribuir o comic e então o major produziu mais dois títulos a serem lançados: New Comics e Detective Comics, que renomeou a empresa de Detective Comics Inc.
Em 1938, Donenfeld processou Wheeler-Nicholson por falta de pagamento e então a empresa entrou em falência. Donenfeld então adquiriu a National Allied Publications como parte das ações. A quarta publicação da National Allied Publications foi Action Comics #1 (1938). A primeira edição introduziu o super-herói, Superman, criado pelo artista Joe Shuster e o escritor Jerry Siegel.
Em pouco tempo o personagem era um sucesso, Donenfeld desfrutou não apenas das vendas de quadrinhos, mas também em merchandising, como brinquedos, roupas e até mesmo um programa de rádio apresentando o personagem. No final de 1941 o personagem tinha rendido $ 2.6 milhões à Donenfeld.

## Vida pessoal
Harry teve três irmãos: Charlie, Mike, e Irving. O filho de Harry, Irwin Donenfeld, nasceu em 1926 e faleceu em 2004, ele trabalhou para a empresa de 1948 até 1968 como diretor editorial e vice-presidente executivo.
A filha de Harry, Sonia, (conhecida como "Peachie") nasceu em 1927. Ela foi casada com Fred Iger em 1947, teve 2 filhos e se divorciou 15 anos depois.

## Morte
Em 1962, uma semana antes de se casar com sua segunda esposa, Don caiu e machucou a cabeça, o que levou a uma perda de memória e de fala da qual ele nunca se recuperou. Ele morreu em 17 de fevereiro de 1965, em uma casa de cuidados paliativos de Nova Iorque, aos 71 anos e foi sepultado no Cemitério Mount Ararat, em East Farmingdale, Nova York.

## Galeria

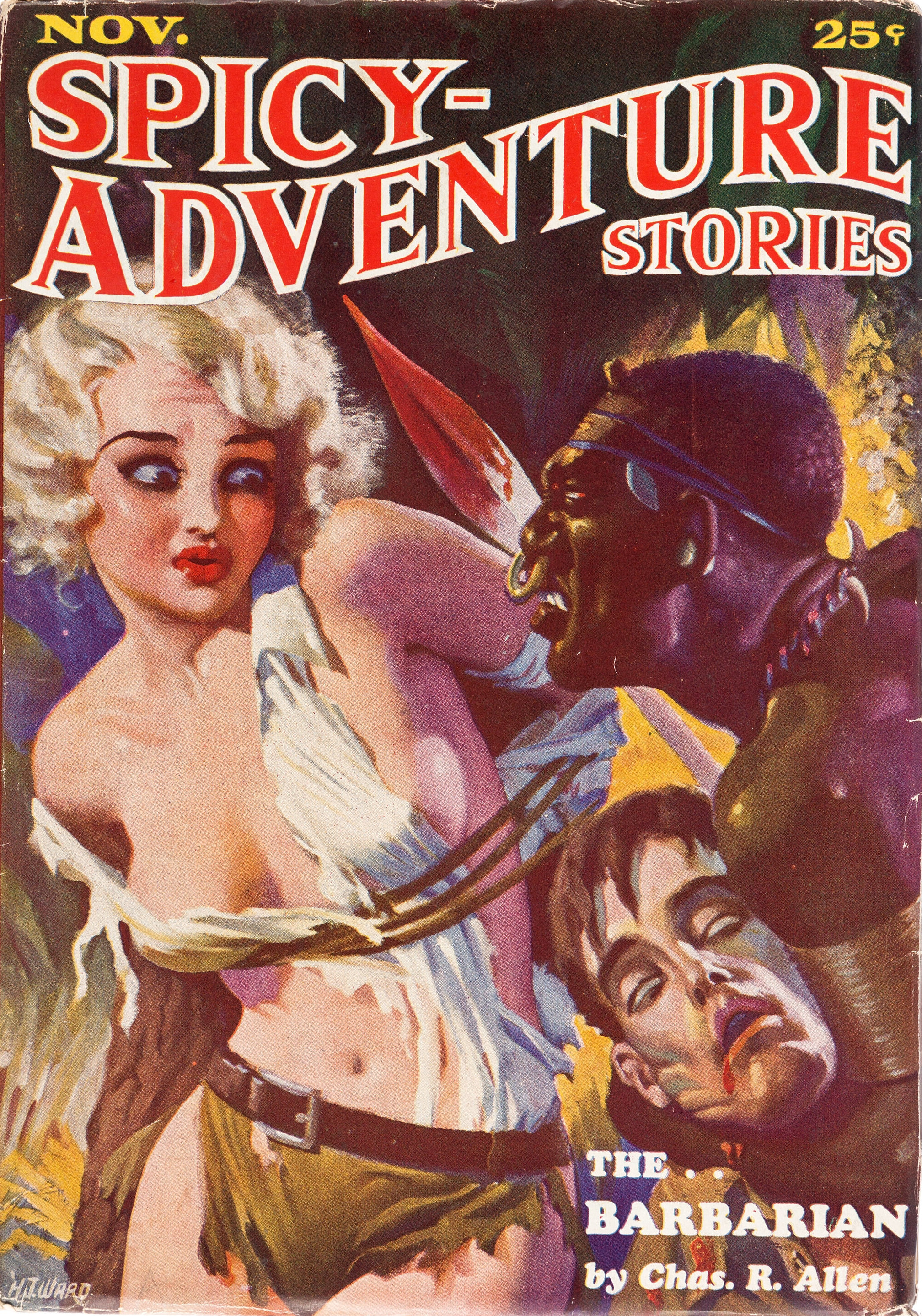
Capa da Super Magazines
Action Comics #1, a primeira aparição do Superman
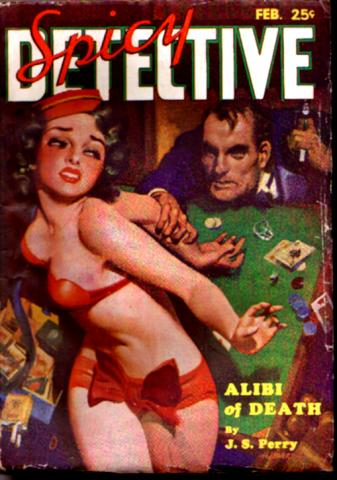
Spicy Detective Stories de fevereiro de 1935
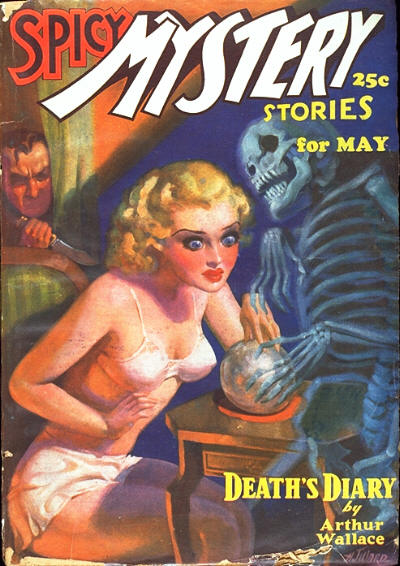
Capa da Super Magazines acusada de obscenidade